# Bombenanschlag in London Bishopsgate 1993

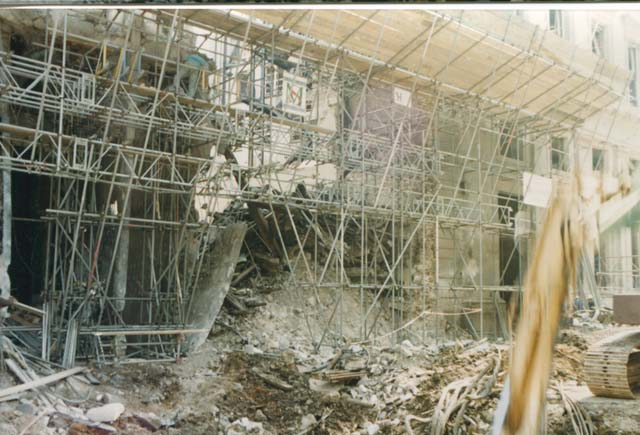
St.-Ethelburga-Kirche nach dem Bombenangriff

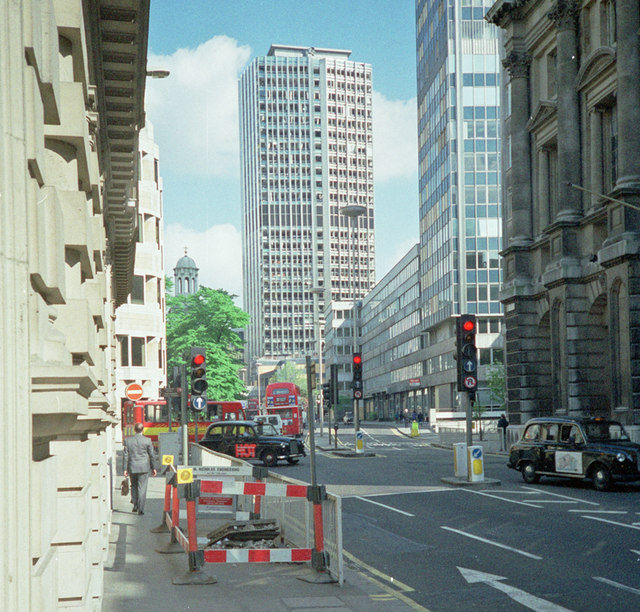
Das NatWest Tower nach der Explosion beschädigt

Der Bombenanschlag in Bishopsgate ereignete sich am 24. April 1993 in Bishopsgate in der City of London, dem Finanzviertel von London, England. Bei der Explosion einer LKW-Bombe der paramilitärischen Provisional Irish Republican Army (IRA) wurden eine Person getötet und 44 Personen verletzt. Die Explosion zerstörte die St-Ethelburga-Kirche und verursachte Schäden am Bahnhof Liverpool Street und am NatWest Tower.
Im März 1993 wurde in Newcastle-under-Lyme, Staffordshire, ein Iveco-Kipper gestohlen. Eine 1-Tonnen-ANFO-Bombe, die von der South Armagh Brigade der IRA hergestellt wurde, war nach England geschmuggelt und in den Lastwagen gelegt worden, versteckt unter einer Asphaltschicht. Am 24. April gegen 9:00 Uhr fuhren zwei Freiwillige der IRA den Lastwagen mit der Bombe nach Bishopsgate in der City of London. Sie verließen die Gegend und es folgten mehrere Telefonanrufe mit Warnungen vor einer großen Explosion, woraufhin eine Evakuierung veranlasst wurde. Die Bombe detonierte um 10:27 Uhr, tötete eine Person, verletzte über 40 und verursachte erhebliche Schäden an den Gebäuden in der Umgebung. Nach der Explosion erhob sich eine Rauchsäule, die über weite Teile Londons zu sehen war, und es verblieb ein 5 Meter breiter Krater in der Straße. Gebäude in einer Entfernung von bis zu 500 Metern wurden beschädigt, wobei rund 140.000 m² Bürofläche betroffen waren und mehr als 500 Tonnen Glas zerbrochen wurden. In der nächsten Nacht kam es in London zu zwei weiteren Sprengstoffanschlägen mit Sachschaden.
Der Anschlag geschah nur knapp über 100 Meter entfernt und etwas mehr als ein Jahr nach dem Bombenanschlag auf die Baltic Exchange. Als Reaktion wurde zum Schutz der City of London ein Ring of Steel („Ring aus Stahl“) aus Checkpoints und Barrieren errichtet und viele Unternehmen führten Notfallpläne für den Fall weiterer Angriffe oder ähnlicher Katastrophen ein. Der Anschlag verursachte Schäden im Wert von 350 Millionen Pfund Sterling.